# Dawamesk
Dawamesk (seltener: Davamesk) ist eine berauschende Süßigkeit aus dem Orient, die Cannabis-Blüten oder Haschisch enthält. In seiner Zusammensetzung ähnelt Dawamesk dem indischen Laddu und dem marokkanischen Majoun. Dawamesk wird als Konfekt, Paste oder „Konfitüre“ angeboten und konsumiert.
Die Grundbestandteile von Dawamesk sind in der Regel cannabishaltige Butter, ein oder mehrere Süßmittel (Honig, Zucker, Datteln, Feigen), gehackte oder gemahlene Nüsse (Walnüsse, Mandeln, Pistazien, Pinienkerne) sowie verschiedene Gewürze und Aromen (Anis, Kakao, Kardamom, Muskat, Nelke, Orangensaft, Vanille, Zimt).
Die berauschende Wirkung entsteht durch das Cannabis im Zusammenspiel mit den verwendeten Gewürzen, von denen zumindest Muskat und Gewürznelke psychoaktiv sind. Nach dem Verständnis der Mitglieder des Club des Hachichins (‚Klub der Haschischesser‘) war Dawamesk dasjenige Narkotikum, mit dem der Alte vom Berge seine Assassinen betäubte und täuschte.

## Le Club des Hachichins
Durch den von dem Arzt Jacques-Joseph Moreau gegründeten Pariser Club des Hachichins erlangte Dawamesk zumindest literarische Berühmtheit, denn diesem gehörten unter anderem die Schriftsteller Charles Baudelaire, Alexandre Dumas, Gérard de Nerval und Théophile Gautier an. In seinem reißerisch abgefassten Essay Le Club des Hachichins schilderte Théophile Gautier den Ablauf eines Abends mit Dawamesk:
„Einer Kristallvase entnahm er eine Paste oder grünliche Marmelade und tat jeweils einen daumengroßen Klecks neben den Löffel auf jede Untertasse.“ Die würzige Süßigkeit kontrastierte man dann im Anschluss mit einer Bitternote: „Nachdem jeder sein Quentchen gegessen hatte, servierte man uns Kaffee auf arabische Art, d. h. mit Satz und ohne Zucker.“
In einer Parenthese führte Gautier weiter aus: „Die grüne Paste des Doktors war eben die gleiche, die der Alte vom Berge seinen fanatischen Anhängern verabfolgte, ohne dass sie dessen gewahr wurden.“
Der ebenfalls teilnehmende Dichter Charles Baudelaire beschrieb die Zusammensetzung der Rauschpaste in seinem „Gedicht vom Haschisch“: „Der Fettextrakt des Haschisch, wie ihn die Araber bereiten, entsteht, indem man die Spitzen der frischen Blätter in Butter mit ein wenig Wasser kochen lässt (…) wegen seines üblen Geruchs, der mit der Zeit zunimmt, verarbeiten die Araber den Fettextrakt in Konfitüren. Die gebräuchlichste Art dieser Konfitüren, das Davamesk, ist eine Mischung aus Extrakt, Zucker und verschiedenen Gewürzen, wie Vanille, Zimt, Pistazie und Muskat.“
Nerval verarbeitete die kollektive Rauscherfahrung in seiner Geschichte vom Kalif Hakem: „Der Fremde streckte die Hand aus, ergriff die Tasse und begann langsam von der grünen Paste zu kosten. ‚Nun, Gefährte‘, sagte Jussuf, als er diese Unterbrechung im Rausch des Unbekannten gewahrte, ‚was hältst du von dieser ehrenwerten Pistazienkonfitüre? Verdammst du noch immer diese guten Leute hier, die friedlich in einem Raum zusammenkommen, um auf ihre Weise glücklich zu sein?‘“
Auch der Schriftsteller Honoré de Balzac besuchte den Klub der Haschischesser, jedoch lediglich als stiller Beobachter. Dazu Baudelaire: „Man bot ihm Davamesk an: er betrachtete es, roch daran und gab es zurück, ohne es anzurühren.“